# Anders Anundsen

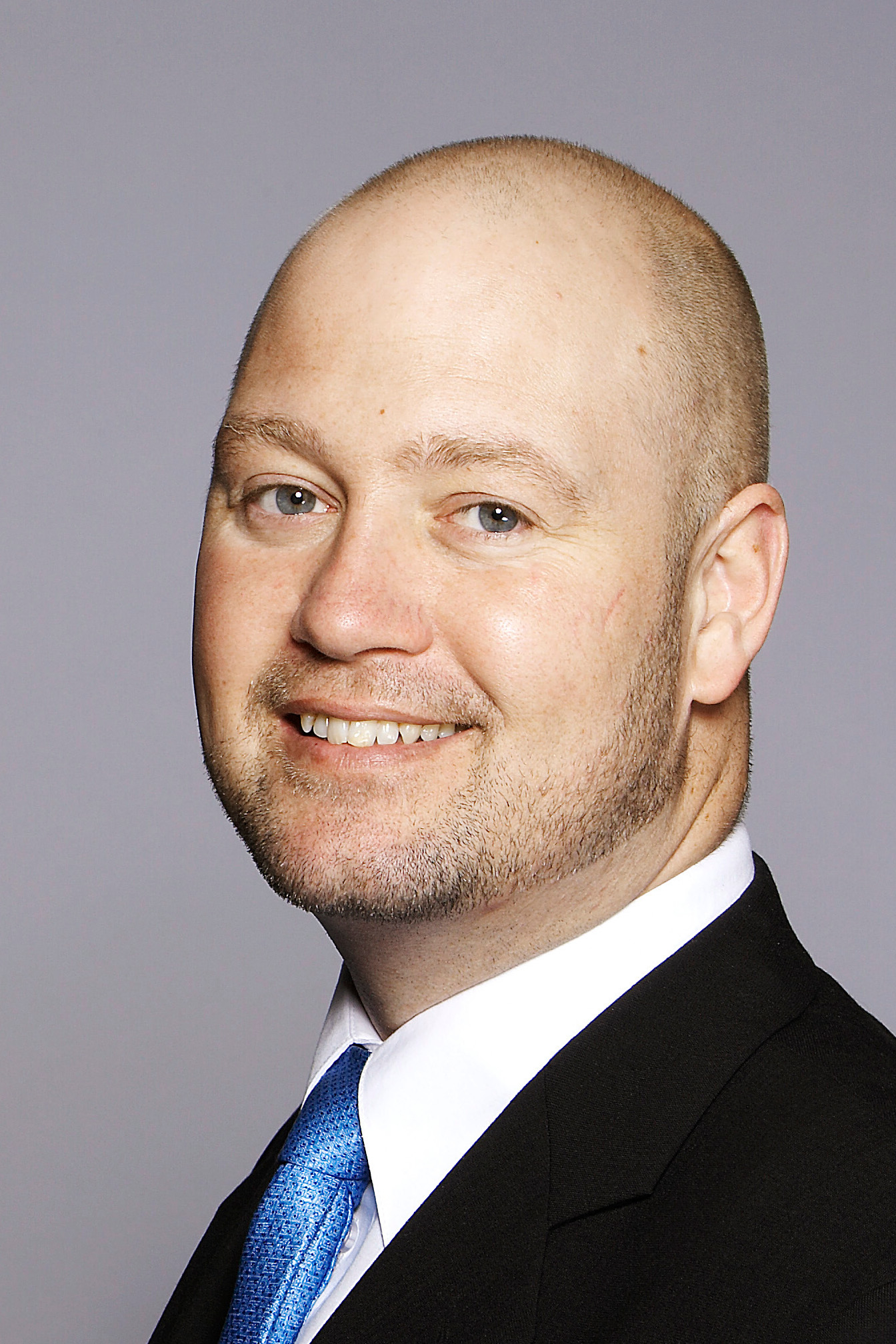
Anders Anundsen, 2009

Anders Anundsen (* 17. November 1975 in Stavern) ist ein norwegischer Politiker der rechten Fremskrittspartiet (FrP). Er fungierte von Oktober 2013 bis Dezember 2016 als Justizminister seines Landes. Zwischen 2005 und 2017 war er Abgeordneter im Storting.

## Leben

### Herkunft, Lokalpolitik und Beruf
Anundsen besuchte bis 1994 das Gymnasium in Larvik. Anschließend studierte er bis 1995 Rechtswissenschaften. Ab 1995 war er für drei Legislaturperioden Abgeordneter im Fylkesting von Vestfold. Ab 1999 gehörte er zudem für zwei Legislaturperioden dem Kommunalparlament von Larvik an. Aus beiden Lokalparlamenten schied Anundsen im Jahr 2007 aus. Zwischen 2000 und 2002 war er als Sekretär und Berater in einer Anwaltskanzlei tätig, zwischen 2001 und 2004 arbeitete er zudem als Vertretungslehrer. Im Jahr 2008 erhielt Anundsen einen Masterabschluss in Rechtswissenschaften.
Im Dezember 2021 wurde Anundsen vom Storting für den Zeitraum von 2022 bis 2025 zum Mitglied im NRK-Rundfunkrat (Kringkastingsrådet) ernannt.

### Parteikarriere
Während seiner Schul- und Studienzeit engagierte sich Anundsen in der FrP-Jugend, der Fremskrittspartiets Ungdom (FpU). Von 1993 bis 1994 war er der Vorsitzende der FpU im Fylke Vestfold. Im Jahr 1995 arbeitete er für die Öffentlichkeitsarbeit der FrP-Fraktion im Storting und am Hauptsitz der Partei. Anschließend war er bis 1997 als politischer Referent für die Stortingsfraktion tätig. In den Jahren 1996 bis 1998 fungierte er als stellvertretender FpU-Vorsitzender auf landesweiter Ebene und anschließend bis 1999 als Vorsitzender der gesamten Organisation. In den Jahren 1998 und 1999 sowie von 2012 bis 2018 war er Mitglied des FrP-Vorstands.

### Stortingsabgeordneter
Bei der Parlamentswahl 2005 zog er für den Wahlkreis Vestfold erstmals in das norwegische Nationalparlament, das Storting, ein. Dort wurde er Mitglied im Ausschuss für Kirche, Bildung und Forschung, bevor er nach der Wahl 2009 den Vorsitz im Kontroll- und Verfassungsausschuss übernahm.
Nachdem er aufgrund seiner Regierungsmitgliedschaft sein Mandat im Storting ruhen lassen musste, kehrte er im Dezember 2016 ins Parlament zurück. Dort wurde er Mitglied im Familien- und Kulturausschuss. Im Herbst 2017 schied er aus dem Storting aus.

### Justizminister
Im Anschluss an die Stortingswahl 2013 wurde Anundsen am 16. Oktober 2013 zum Justizminister in der neu gebildeten Regierung Solberg ernannt. Im September 2016 verkündete er, dass er bei der Wahl 2017 nicht erneut für einen Sitz im Storting zu kandidieren wolle. Seine Zeit als Justizminister endete schließlich am 20. Dezember 2016, als er auf eigenen Wunsch aus dem Kabinett ausschied. In seiner Zeit als Minister wurde er unter anderem im September 2015 von den Oppositionsparteien dafür kritisiert, dass er einen Vorschlag ausarbeiten ließ, wie man die Zahl der ankommenden Flüchtlingskinder reduzieren könne.

## Sonstiges
Das norwegische Rapduo Karpe Diem griff Anundsen 2015 in ihrem Lied Lett å være rebell i kjellerleiligheten din an und bezeichnete ihn als feige. Im Text des Liedes geht es um in der norwegischen Gesellschaft verbreitete Meinungen und Hasskommentare über Asylbewerber und Immigranten. Anundsen war in seiner Zeit als Justizminister auch für die Einwanderungspolitik zuständig. Er reagierte auf das Lied, indem er kritisierte, dass das Duo die Thematik zu sehr vereinfache. Es sei laut Anundsen aber trotzdem eine Ehre, in einem Lied so bekannter Musiker genannt zu werden.